# 和顺站 (全罗南道)
和順站（：／ Hwasun yeok */?）是位于韩国全罗南道和顺郡和順邑的一座鐵路站，属于庆全线。

## 历史
- 1930年12月25日 - 落成使用[1]。

## 相鄰車站
韓國鐵道公社
慶全線
綾州－和順－南平